# موزه هنرهای تزئینی پاریس
موزه هنرهای تزئینی پاریس (فرانسه: Musée des Arts Décoratifs) (انگلیسی: Museum of Decorative Arts) موزه‌ای در پاریس، فرانسه است که به نمایش و حفظ هنرهای تزئینی اختصاص دارد. این موزه بخشی از کاخ لوور را به خود اختصاص داده است. موزه هنرهای تزئینی با حدود یک میلیون شیء در مجموعه خود، بزرگ‌ترین موزه هنرهای تزئینی در قاره اروپا است. این یکی از سه موزه ای است که توسط انجمن هنری غیرانتفاعی MAD اداره می‌شود که در سال ۱۸۸۲ تأسیس شد.

## آثار مجموعه
مجموعه موزه در سال ۱۹۰۵ توسط اعضای اتحادیه هنرهای تزئینی (فرانسوی: Union des Arts décoratifs)  و تخت سرپرستی گستون ردون بنیان نهاده شد. این مجموعه شامل آثاری چون مبلمان، طراحی داخلی، محراب، نقاشی‌های مذهبی، اشیاء هنری، تاپستری، کاغذ دیواری، سرامیک و ظروف شیشه‌ای، به‌علاوه اسباب‌بازی‌هایی از زمان قرون وسطی تا به امروز است.